# Eleccions federals del Canadà de 2019
Les eleccions federals del Canadà de 2019 (formalment, la 43a elecció general del Canadà) es van celebrar el 21 d'octubre, per a triar els 338 membres de la Cambra dels comuns.
El Partit Liberal, liderat pel primer ministre Justin Trudeau, va guanyar 157 escons, suficients per a formar un govern en minoria, i va perdre la majoria obtinguda en les eleccions de 2015. Els liberals van perdre en el vot popular davant els conservadors, el que marca la segona vegada en la història del Canadà en que un partit governant forme un govern amb menys del 35% del vot popular nacional. Els liberals van rebre el percentatge més baix del vot popular d'un partit governant en la història del país.

## Conseqüències
Després de les eleccions, Justin Trudeau va descartar la formació d'una coalició i va anunciar que el seu nou gabinet assumiria el 20 de novembre de 2019 el govern en minoria.
El 12 de desembre de 2019, després de setmanes de crítiques dins del Partit Conservador del Canadà per la campanya infructuosa que va dirigir per a les eleccions, Andrew Scheer va dimitir com a líder del partit fins a l'elecció d'un de nou,